# Rhacophorus edentulus
Espèce
Statut de conservation UICN

 LC  : Préoccupation mineure
Rhacophorus edentulus est une espèce d'amphibiens de la famille des Rhacophoridae.

## Répartition
Cette espèce est endémique de l'île de Sulawesi en Indonésie,.

## Publication originale
- Müller, 1895 "1894" : Reptilien und Amphibien aus Celebes. Verhandlungen der Naturforschenden Gesellschaft in Basel, vol. 10, no 3, p. 825-843 (texte intégral).